# Municipio de Masagua
Municipio de Masagua är en kommun i Guatemala.   Den ligger i departementet Departamento de Escuintla, i den södra delen av landet, 60 km sydväst om huvudstaden Guatemala City.
Följande samhällen finns i Municipio de Masagua:
- Masagua